# Amani Jalfaui
Amani Al-Jalfaui –en árabe, أماني الخلفاوي– (nacida el 22 de enero de 1989) es una deportista tunecina que compitió en judo.
Ganó dos medallas en los Juegos Panafricanos, en los años 2007 y 2011, y seis medallas en el Campeonato Africano de Judo entre los años 2008 y 2013.

## Palmarés internacional
| Juegos Panafricanos | Juegos Panafricanos     | Juegos Panafricanos | Juegos Panafricanos |
| Año                 | Lugar                   | Medalla             | Categoría           |
| ------------------- | ----------------------- | ------------------- | ------------------- |
| 2007                | Argel (Argelia)         | Medalla de plata    | –52 kg              |
| 2011                | Maputo (Mozambique)     | Medalla de oro      | –48 kg              |
| Campeonato Africano |                         |                     |                     |
| Año                 | Lugar                   | Medalla             | Categoría           |
| 2008                | Agadir (Marruecos)      | Medalla de plata    | –52 kg              |
| 2009                | Puerto Louis (Mauricio) | Medalla de bronce   | –52 kg              |
| 2010                | Yaundé (Camerún)        | Medalla de oro      | –48 kg              |
| 2011                | Dakar (Senegal)         | Medalla de oro      | –48 kg              |
| 2012                | Agadir (Marruecos)      | Medalla de plata    | –52 kg              |
| 2013                | Maputo (Mozambique)     | Medalla de oro      | –52 kg              |